# 日本のアナウンサー一覧

日本のアナウンサー一覧（にほんのアナウンサーいちらん）を以下に示す（各放送局別、50音順に掲載、★印付はテレビ・中波ラジオ兼営局、無印はテレビ単営局）。

## ★日本放送協会（NHK）
元アナウンサーも参照のこと
- NHK放送センター及びNHKの各地方局のアナウンサーの項目を参照。
  - NHKのアナウンサー一覧

## 日本テレビ放送網（日本テレビ、日テレ、NTV）

### 男性
- 伊藤大海
- 伊藤遼
- 梅澤廉
- 蛯原哲
- 大町怜央
- 川畑一志
- 北脇太基
- 澁谷善ヘイゼル
- 菅谷大介
- 鈴木健
- 住岡佑樹
- 田中毅
- 田辺大智
- 辻岡義堂
- 中野謙吾
- 平川健太郎
- 平松修造
- 弘竜太郎
- 藤田大介
- 町田浩徳
- 水越毅郎
- 森圭介
- 矢島学
- 安村直樹
- 山﨑誠
- 山本健太
- 山本紘之
- ラルフ鈴木

### 女性
- 石川みなみ
- 井田由美
- 市來玲奈
- 岩田絵里奈
- 岩本乃蒼
- 後呂有紗
- 浦野モモ
- 小髙茉緒
- 河出奈都美
- 黒田みゆ
- 郡司恭子
- 後藤晴菜
- 佐藤真知子
- 佐藤梨那
- 杉野真実
- 杉原凜
- 鈴江奈々
- 瀧口麻衣
- 滝菜月
- 徳島えりか
- 中島芽生
- 並木雲楓
- 忽滑谷こころ
- 畑下由佳
- 林田美学
- 水卜麻美
- 森富美
- 山本里咲
- 渡邉結衣

## テレビ朝日（EX、旧：ANB）

### 男性
- 飯村真一
- 板倉朋希
- 井澤健太朗
- 大西洋平
- 角澤照治
- 草薙和輝
- 小木逸平
- 小松靖
- 駒見直音
- 斎藤康貴
- 佐々木快
- 佐々木亮太
- 清水俊輔
- 所村武蔵
- 菅原知弘
- 武隈光希
- 田畑祐一
- 坪井直樹
- 寺川俊平
- 寺崎貴司
- 仁科健吾
- 野上慎平
- 平石直之
- 布施宏倖
- 柳下圭佑
- 山木翔遥
- 山口豊
- 山崎弘喜
- 吉野真治

### 女性
- 荒井理咲子
- 安藤萌々
- 上宮菜々子
- 上山千穂
- 大下容子
- 加藤真輝子
- 紀真耶
- 久保田直子
- 斎藤ちはる
- 佐藤ちひろ
- 島本真衣
- 下平さやか
- 下村彩里
- 鈴木新彩
- 住田紗里
- 武内絵美
- 田中萌
- 田原萌々
- 堂真理子
- 野村真季
- 萩野志保子
- 林美桜
- 林美沙希
- 久冨慶子
- 弘中綾香
- 桝田沙也香
- 本間智恵
- 松岡朱里
- 松尾由美子
- 三谷紬
- 三山賀子
- 森葉子
- 森川夕貴
- 森山みなみ
- 八木麻紗子
- 矢島悠子
- 山本雪乃
- 渡辺瑠海

## TBSテレビ（TBS）
なお、2009年4月以降の持株会社化により「TBSアナウンサー」と呼ばれている職種は全員TBSテレビ所属となった（2004年までに入社のアナウンサーは持株会社移行まで出向扱い。2005年以降はTBSテレビがアナウンサーを採用）。TBSラジオ・BS-TBS（TBSテレビと同じTBSホールディングス（TBSHD）傘下）にも「TBSアナウンサー」として出演している。

### 男性
- 赤荻歩
- 安住紳一郎
- 石井大裕
- 伊藤隆佑
- 伊藤隆太（報道記者兼務）
- 井上貴博
- 小笠原亘
- 小沢光葵
- 清原正博
- 喜入友浩
- 熊崎風斗
- 駒田健吾
- 齋藤慎太郎
- 佐藤文康
- 杉山真也
- 高柳光希
- 土井敏之（NHKから移籍）
- 南波雅俊（NHKから移籍）
- 新タ悦男
- 蓮見孝之
- 初田啓介
- 藤森祥平
- 古田敬郷
- 山本匠晃
- 渡部峻

### 女性
- 宇賀神メグ
- 浦野芽良
- 江藤愛
- 上村彩子
- 小林由未子
- 近藤夏子
- 佐々木舞音
- 篠原梨菜
- 高畑百合子（育休中）
- 田村真子
- 出水麻衣 （事業投資戦略局兼務）
- 外山惠理
- 南後杏子
- 野村彩也子
- 日比麻音子
- 古谷有美
- 皆川玲奈
- 御手洗菜々
- 山形純菜
- 山本恵里伽
- 山内あゆ
- 良原安美
- 吉村恵里子
- 若林有子

## テレビ東京（TX）

### 男性
- 板垣龍佑（仙台放送から移籍）
- 植草朋樹（RKB毎日放送から移籍）
- 島田弘久
- 神野裕
- 高橋大悟
- 立川周
- 中川聡
- 中垣正太郎
- 長部稀
- 矢内雄一郎

### 女性
- 相内優香
- 池谷実悠
- 角谷暁子
- 狩野恵里
- 倉野麻里
- 佐々木明子
- 末武里佳子
- 竹﨑由佳（関西テレビ放送から移籍）
- 田中瞳
- 冨田有紀
- 中原みなみ
- 中根舞美
- 繁田美貴
- 藤井由依
- 古旗笑佳
- 松澤亜海
- 水原恵理

## フジテレビジョン（フジテレビ、CX）

### 男性
- 青嶋達也
- 安宅晃樹
- 生田竜聖
- 伊藤利尋
- 今湊敬樹
- 上垣皓太朗
- 榎並大二郎
- 大川立樹
- 奥寺健
- 梶谷直史
- 勝野健
- 上中勇樹
- 軽部真一
- 木下康太郎
- 木村拓也
- 倉田大誠
- 黒瀬翔生
- 酒主義久
- 佐野瑞樹
- 竹下陽平
- 立本信吾
- 谷岡慎一
- 田淵裕章
- 德田聡一朗
- 中村光宏
- 西岡孝洋
- 東中健
- 藤井弘輝
- 福井慶仁
- 堀池亮介
- 三宅正治
- 森昭一郎
- 山本賢太
- 渡辺和洋

### 女性
- 井上清華
- 内田嶺衣奈
- 梅津弥英子
- 海老原優香
- 遠藤玲子
- 小山内鈴奈
- 小澤陽子
- 川野良子（フジサンケイグループ内の再編に伴いニッポン放送から移籍）
- 岸本理沙
- 小室瑛莉子
- 斉藤舞子
- 佐久間みなみ
- 佐々木恭子
- 島田彩夏
- 生野陽子
- 杉原千尋
- 鈴木唯
- 高崎春
- 竹内友佳
- 竹俣紅
- 椿原慶子
- 堤礼実
- 永島優美
- 新美有加
- 西山喜久恵
- 原田葵
- 藤本万梨乃
- 松﨑涼佳
- 松村未央
- 三上真奈
- 宮澤智
- 宮司愛海
- 宮本真綾
- 山﨑夕貴
- 山中章子

## 民放のラジオ局
- 日本のラジオ放送局の各放送局の項目を参照。

## 民放のテレビ局のローカル局
- 在阪局のうち以下の一覧記事も参照
  - 毎日放送のアナウンサー一覧
  - 朝日放送テレビのアナウンサー一覧
- 上記以外は、日本のテレビジョン放送局の各放送局の項目を参照。

## フリーアナウンサー
- フリーアナウンサーの項目を参照。

## パラダイステレビ－成人向け番組専門チャンネル 専属アナウンサー
一般のアナウンサーとの単純比較はできないが、ニュース番組を担当することもありアナウンスやMCとしての技術に力を入れているアナウンサーもいる。
- 青山菜々
- 日高ゆりあ
- 君野ゆめ
- 星優乃
- 飯島くらら
- 夏井亜美

## AbemaTV
- 瀧山あかね
- 西澤由夏
- 藤田かんな

## NewsPicks
- 奥井奈々

## 引退・転職・独立したアナウンサー

### 結婚を理由に退職した女性アナウンサー
☆は現在もフリーアナウンサーとして活躍（諸事情によって取材のみでも可）。
女性
- ☆青木裕子（元TBS、矢部浩之（ナインティナイン）夫人）
- 荒瀬詩織（元フジテレビ、東京ヤクルトスワローズ石井琢朗コーチ夫人）
- ☆家森幸子（元テレビ東京、福岡ソフトバンクホークス関川浩一コーチ夫人）
- ☆内田恭子（元フジテレビ、2006年結婚退職）
- 大竹佐知（元テレビ東京、2010年3月31日退職、東京ヤクルトスワローズ青木宣親外野手夫人）
- ☆大坪千夏（元フジテレビ、結婚退職）
- ☆大橋マキ（元フジテレビ、2001年結婚退職）
- 小野寺麻衣（元日本テレビ、元読売ジャイアンツ高橋由伸監督夫人）
- ☆海保知里（元TBS、2008年6月23日結婚退職）
- ☆亀井京子 （元テレビ東京、2008年3月31日退職、元横浜DeNAベイスターズ林昌範投手夫人）
- 河野明子（元テレビ朝日、2009年3月31日退職、読売ジャイアンツ井端弘和コーチ夫人）
- ☆木佐彩子（元フジテレビ、東北楽天ゴールデンイーグルス石井一久GM夫人）
- ☆河野景子（元フジテレビ、貴乃花光司元夫人）
- ☆平井理央（元フジテレビアナウンサー、元タレント、2012年9月30日結婚退職）
- ☆柴田倫世（元日本テレビ、中日ドラゴンズ松坂大輔投手夫人）
- 千野志麻（元フジテレビ、2005年末結婚退職）
- ☆富永美樹（元フジテレビ、まこと（シャ乱Q）夫人）
- ☆徳永有美（元テレビ朝日、内村光良（ウッチャンナンチャン）夫人）
- ☆中井美穂（元フジテレビ、元東京ヤクルトスワローズ古田敦也捕手夫人）
- ☆橋本志穂（元福岡放送、ガダルカナル・タカ夫人）
- 畑恵（元NHK、衆議院議員・船田元夫人）
- 濱田典子（元フジテレビ、同局福原直英アナウンサー夫人）
- ☆福元英恵（元フジテレビ、元東北楽天ゴールデンイーグルス福盛和男投手夫人）
- ☆本田朋子（元フジテレビ、2013年9月30日結婚退職、プロバスケットボール五十嵐圭選手夫人）
- ☆政井マヤ（元フジテレビ、前川泰之夫人）
- ☆松尾翠（元フジテレビ、2013年9月30日結婚退職、福永祐一（JRA騎手）夫人）
- ☆松田朋恵（元フジテレビ、同局野崎昌一元アナウンサー元夫人）
- ☆八塩圭子（元テレビ東京、スポーツジャーナリスト金子達仁夫人）

### 転職したアナウンサー
- 退社してフリーになったアナウンサーはフリーアナウンサーの項（カテゴリ）も参照のこと。

#### 首長
現職
- 石川正史（元山口放送・大分放送、大分県津久見市長）
- 遠藤彰良（元四国放送、徳島市長）
- 加地良光（元TVQ九州放送・NBC長崎放送、福岡県小郡市長）
- 郡和子（元東北放送、仙台市長、元衆議院議員）
- 高島宗一郎（元九州朝日放送、福岡市長）
- 野志克仁（元南海放送、松山市長）
- 古谷崇洋（元ニッポン放送・南海放送、愛媛県砥部町長）

元職
- 岡本栄（元関西テレビ、元三重県伊賀市長）
- 平松邦夫（元毎日放送、元大阪市長）
- 松野輝洋（元静岡放送、元静岡県藤枝市長）

#### 国務大臣
- 丸川珠代（元テレビ朝日、第22代環境大臣、第26代男女共同参画担当大臣、2020東京オリンピック・パラリンピック担当大臣、元参議院議員）
- 小宮山洋子（元NHK、第14代厚生労働大臣、第12代少子化対策担当大臣、元参議院議員・元衆議院議員）
- 八代英太（元山梨放送、第65・66代郵政大臣、元衆議院議員・元参議院議員）

#### 国会議員
現職
- 石川香織（元日本BS放送（BSイレブン）、衆議院議員）
- 石垣のりこ（元エフエム仙台、参議院議員）
- 牛田茉友（元NHKアナウンサー、参議院議員）
- 梅村みずほ（元フリーアナウンサー、参議院議員）
- 岡野純子（元NHK松山放送局契約キャスター、衆議院議員）
- 古賀之士（元福岡放送、参議院議員）
- 斉木武志（元NHK、衆議院議員、元福井県議会議員）
- 杉尾秀哉（元東京放送報道局記者・ニュースキャスター、参議院議員）
- 丹野みどり（元中部日本放送、衆議院議員）
- 永江孝子（元南海放送、参議院議員、元衆議院議員）
- 新実彰平（元関西テレビ放送、参議院議員）
- 庭田幸恵（元富山テレビ放送、参議院議員）
- 芳賀道也（元山形放送）、参議院議員）
- 平山佐知子（元NHK静岡放送局キャスター、参議院議員）
- 福士珠美（元青森テレビ、参議院議員）
- 三上絵里（元テレビ新広島、参議院議員）
- 緑川貴士（元秋田朝日放送、衆議院議員）
- 柳沢剛（元仙台放送、衆議院議員）

元職
- 石崎岳（元北海道放送ニュースキャスター、衆議院議員）
- 大久保三代（元NHK北九州放送局契約キャスター、衆議院議員）
- 柏村武昭（元中国放送、参議院議員、元防衛庁長官政務官）
- 清水貴之（元朝日放送、参議院議員）
- 鈴木陽悦（元秋田テレビ、参議院議員）
- 高橋比奈子（元テレビ岩手、衆議院議員、岩手県議会議員、盛岡市議会議員、元文部科学副大臣、元環境大臣政務官）
- 畑恵（元NHK、元テレビ朝日契約キャスター、参議院議員）
- 林宙紀（元フリーアナウンサー<TOKYO MX「TOKYO MX NEWS」元キャスター>、衆議院議員）
- 林久美子（元びわ湖放送、参議院議員、元文部科学大臣政務官）
- 松浦大悟（元秋田放送、参議院議員）
- 真山勇一（元日本テレビキャスター・参議院議員）
- 宮口治子（元フリーアナウンサー<キャストKSBパートナーズ（瀬戸内海放送関連会社）>、参議院議員）
- 和田政宗（元NHK、参議院議員）

#### 都道府県議会議員
- 一ノ瀬裕子（元サガテレビ、佐賀県議会議員）
- 伊藤將也（元奈良テレビ放送、奈良県議会議員）
- 岩田浩岳（元山陰中央テレビ、島根県議会議員）
- 上原康樹（元NHK、岩手県議会議員）
- 大倉聡（元NBC長崎放送、長崎県議会議員）
- 後藤清安（元青森放送、青森県議会議員）
- 高野貴裕（元TBSテレビ、東京都議会議員）
- 太郎田真理（元石川テレビ放送、石川県議会議員）
- 鶴羽芳代子（元北海道放送、北海道議会議員）
- 長田哲也（元北陸放送、石川県議会議員）
- 浜田妙子（元山陰放送、鳥取県議会議員）
- 福浜隆宏（元日本海テレビ、鳥取県議会議員）
- 山本耕一（元テレビ長崎、福岡県議会議員）
- 龍円愛梨（元テレビ朝日、東京都議会議員）

元職
- 遠藤行洋（元北海道テレビ・静岡朝日テレビ・エフエム富士、元静岡県議会議員）
- 大崎誠子（元北海道文化放送・テレビ北海道、元北海道議会議員）
- 川松真一朗（元テレビ朝日、前東京都議会議員）
- 志摩れい子（元南日本放送、元鹿児島県議会議員、元鹿児島市議会議員）
- 鈴木浩子（元福島中央テレビ、前千葉県議会議員、元千葉県船橋市議会議員）
- 千葉絢子（元岩手めんこいテレビ、元岩手県議会議員）

#### 市区町村議会議員
- 相羽としえ（元東海ラジオ放送契約アナウンサー、沖縄県与那原町議会議員）
- 池田めぐみ（元エフエム石川、さいたま市議会議員）
- 川村綾（元静岡朝日テレビ、東京都稲城市議会議員）
- 神ひろし（元中京テレビ放送、名古屋市議会議員）
- 安田真理（元石川テレビ放送、NHK富山放送局、東京都杉並区議会議員）
- 山崎昭夫（元信越放送、長野市議会議員）
- 若山貴嗣（元岐阜放送、岐阜市議会議員）

元職
- 太田公子（元福島中央テレビ・テレビ神奈川、元川崎市議会議員）
- 大塚展生（元朝日放送、元兵庫県芦屋市議会議員）
- 小山田春樹（元日本テレビ放送網、元京都市会議員）
- 近藤満里（元テレビ信州、元長野市議会議員）
- 坂口親宏（元和歌山放送、元和歌山県橋本市議会議員）
- 冨田和音（元CBCテレビ、元愛知県稲沢市議会議員）
- 林英夫（元サンテレビジョン、元神戸市会議員）

#### 俳優・タレント
男性
- 西村真二（元広島ホームテレビ、よしもとクリエイティブエージェンシー東京支社所属）

女性
- 上田まりえ（元日本テレビ、松竹芸能所属）
- 小林聖子（元新潟テレビ21→お笑い芸人「小林アナ」）
- 酒井ゆきえ（元フジテレビ、タレント）
- 深澤里奈（元フジテレビ）
- 山村美智子（元フジテレビ）

#### 声優・ナレーター
男性
- 赤平大（元テレビ東京）
- 生野文治（元RKB毎日放送）
- 河内孝博（元北陸放送）
- 関口伸（元テレビ岩手）
- 武田広（元日本短波放送）
- 松元真一郎（元福島放送→中京テレビ→ニッポン放送→フジテレビ）
- 松本和也（元NHK）

女性
- 竹内夕己美（元青森テレビ→WOWOW）
- 松井みどり（元フジテレビ）
- 湯浅真由美（元広島テレビ）
- 渡辺友里江（元広島テレビ）

#### アナウンス学校講師
男性
- 久保晴生（元日本テレビ → 日本テレビアナウンスカレッジ初代学長）
- 永島信道（元フジテレビ → アナウンス理事）
- 松永邦久（元TBS → 元クリエィティブ・メディア・エージェンシー常務取締役・TBSアナウンススクール事務局長）

女性
- 廣瀬雅子（元テレビ朝日 → 退職 → アナウンススクール講師）

#### その他
男性
- 有馬隼人（元TBS → アメリカンフットボール選手 → フリーアナウンサー）
- 乾浩明（元朝日放送 → 後にホテルプラザ・ABCリブラ代表取締役社長）
- 奥秋和夫（元福島中央テレビ → 郡山女子大学講師）
- 越智正典（元日本テレビ → スポーツライター）
- 国山ハセン（元TBS → 映像プロデューサー）
- 小林廣輝（元TBS）
- 子守康範（元毎日放送 → 映像制作会社社長）
- 小高正嗣（元NHK → 弁護士）
- 鈴木崇広（元NHK→テレビ埼玉→落語家「入船亭扇七」）
- 田中宏明 (ジャーナリスト)（元TBS → コロンビア大学留学 → ジャーナリスト）
- 竹鼻純（元ミヤギテレビ → ベガルタ仙台取締役）
- 富川悠太（元テレビ朝日 → トヨタ自動車勤務）
- 長谷川憲司（元日本テレビ → 南カリフォルニア大学経営大学院留学 → 三井物産勤務）
- 松倉悦郎（元フジテレビ → 浄土真宗本願寺派僧侶）
- 宮澤祐介（元TBS → 報道部記者 → コロンビア大学院留学 → NGOグループ所属 → NHK子会社ディレクター → ブルームバーグ記者）
- 宮田修（元NHK → 宮司、セレモアつくば業務執行役員）
- 森吉弘（元NHK → 就職活動ゼミ「森ゼミ」を開講）
- 山崎正（元仙台放送 → 中京テレビ → 日本教育テレビ・テレビ朝日）
- 吉川精一（元NHK → 歌手・エッセイスト）
- 吉田たかよし（元NHK → 医学博士・作家・タレント）

女性
- 有村かおり（元TBS → 作家）
- 石山倫子（元北日本放送）
- 五十嵐いおり（元北海道テレビ放送 → ディレクター）
- 宇田麻衣子（元フジテレビ → スタンフォード大学経営大学院留学 → 外資系投資信託銀行アナリスト）
- 宇野淑子（元TBS → 作家）
- 大木優紀（元テレビ朝日 → 令和トラベル勤務）
- 小野陶子（元毎日放送）
- 緒方喜子（元中京テレビ → 教師）
- 落合恵子（元文化放送 → 作家）
- 菊間千乃（元フジテレビ → ロースクール・大宮法科大学院大学卒業→ 弁護士）
- 北澤咲弥花（元毎日放送 → 医師）
- 小池達子（元テレビ愛媛、TBS「クイズダービー」アシスタント→ 弁護士）
- 小出美奈（元フジテレビ → メリルリンチ日本証券勤務）
- 佐藤豊美（元福島テレビ → 退職 → イタリア留学）
- 篠田潤子（元テレビ朝日 → 退職 → 心理学者）
- 膳場貴子（元NHK。2005年再婚後退職後夫とともにロンドン移住→離婚、2006年から「筑紫哲也NEWS23」キャスター）
- 田中順子（元テレビ岩手 →フリーアナウンサー→ 幸福実現党広報本部長）
- 寺田理恵子（元フジテレビ　→　フリーアナウンサー → 引退 →2014年復帰）
- 中村奈緒美（元フジテレビ → 明治大学情報コミュニケーション学部准教授）
- 野村華苗（元テレビ朝日 → 人事局人事部 → 退職 → 大学院生）
- 前田有紀（元テレビ朝日 → イギリス留学 → フラワーアーティスト）
- 南美希子（元テレビ朝日 → 退職 → コメンテーター、エッセイスト）

など

## 他界したアナウンサー

### 男性
- 相川浩（元NHK → フリー、2003年没）
- 青柳森（元文化放送 → フジテレビ、2019年没）
- 明海健（元日本短波放送 → テレビ朝日、2008年没）
- 芥川隆行（元TBS → ナレーター、1990年没）
- 芦沢俊美（元日本テレビ、2013年没）
- 安部憲幸（元朝日放送 → フリー、2017年没）
- 荒木恒竹（テレビ熊本在職中の2017年没）
- 新屋敷二幸（元琉球放送、2004年没）
- 有野修司（山梨放送在職中の2001年没）
- 安藤正春（元テレビ西日本、2005年没）
- 五十嵐忠夫（元NHK、2011年没）
- 生田博巳（元NHK → 讀賣テレビ放送 → フリー、2000年没）
- 池谷三郎（元TBS、2002年没）
- 石井智（元TBS → フリー、1995年没）
- 石上正憲（元RKB毎日放送 → フリー、没年不明）
- 石川洋（NHK在職中の2013年没）
- 石川康仁（元秋田朝日放送 → フリー、2019年没）
- 石田武（元NHK、1989年没）
- 板倉俊彦（元毎日放送、2018年没）
- 市原信義（元TBS、1992年没）
- 逸見政孝（元フジテレビ → フリー、1993年没）
- 糸居五郎（元近畿放送 → ニッポン放送、1984年没）
- 伊藤鑛二（元NHK → CICカナダ国際大学理事、2001年没）
- 稲川英雄（元TBS、2004年没）
- 井上雪彦（山口放送在職中の2006年没）
- 今井彬（元ニッポン放送 → フジテレビ、2006年没）
- 今井清之（元朝日放送 → 落語家「桂音也」、1978年没）
- 井本智博（元山陰放送、没年不明）
- 宇井昇（元中部日本放送、2008年没）
- 生方恵一（元NHK → フリー、2014年没）
- 江木理一（元NHK、1970年没）
- 榎本勝起（元TBS → フリー、2021年没）
- 江本三千年（元新日本放送 → 日本テレビ、1987年没）
- 近江正俊（元NHK → TBS、1984年没）
- 大石千八（元NHK → 衆議院議員、第51代郵政大臣、2011年没）
- 大倉修吾（元新潟放送 → フリー、2016年没）
- 大塚矩男（元NHK → TBS、1997年没）
- 大林晃（元ラジオ日本、2012年没）
- 岡正（元フジテレビ、2019年没）
- 岡田実（元NHK → フリー、1989年没）
- 小川和夫（元NHK → 英文学者、1994年没）
- 荻島正己（元静岡放送 → フリー、2014年没）
- 小椋克己（元南海放送 → 高知放送、2005年没）
- 小倉智昭（元東京12チャンネル → フリー、2024年没）
- 小篠菊雄（元文化放送 → フジテレビ、2020年没）
- 小野忠一郎（東北放送在職中の1992年没）
- 門田秀広（南海放送在職中の1996年没）
- 金井秀一（元信越放送、2005年没）
- 金坂光春（元TBS、1986年没）
- 鎌田昭一（元秋田放送、没年不明）
- 河西三省（元NHK、1970年没）
- 川戸貞吉（元TBS → 演芸評論家、2019年没）
- 川野昌宏（元TBS、同局報道局次長在職中の1994年没）
- 河村亮（日本テレビ在職中の2022年没）
- 菊池充（元IBC岩手放送、2002年没）
- 岸佳弘（中部日本放送在職中の1995年没）
- 木島則夫（元NHK → フリー → 参議院議員、1990年没）
- 北出清五郎（元NHK、2003年没）
- 木村慎吾（青森朝日放送在職中の2009年没）
- 桐原久（元南日本放送、同局代表取締役社長在職中の1987年没）
- 金原二郎（元日本テレビ、1997年没）
- 草柳伸一（元中部日本放送、2015年没）
- 桂竜也（元文化放送、2019年没）
- 小池清（元毎日放送 → フリー、2012年没）
- 小泉大（元RKB毎日放送、没年不明）
- 小泉汪（元NHK → 俳優「小泉博」、2015年没）
- 小坂秀二（元NHK → TBS → 歯科医師・相撲評論家、2003年没）
- 小島一慶（元TBS → フリー、2020年没）
- 小高芳雄（元TBS、1993年没）
- 酒井広（元NHK → フリー、2017年没）
- 坂本荘（元NHK → TBS、1980年没）
- 阪本時彦（元毎日放送 → フリー、2020年没）
- 坂本弘（元福島中央テレビ、2015年没）
- 向坂松彦（元NHK、2000年没）
- 桜井堅一朗（元フジテレビ、同局スポーツ局在職中の2021年没）
- 笹原忠義（元北陸放送、後に同社代表取締役社長 → 取締役在職中の2014年没）
- 笹原嘉弘（元札幌テレビ放送、同局非常勤顧問在職中の2010年没）
- 島碩弥（元山陰放送 → ラジオ日本、2004年没）
- 清水一郎（元日本テレビ、1997年没）
- 志村正順（元NHK、2007年没）
- 下山順一（元NHK → 元東海テレビ放送、2014年没）
- 新堀俊明（元TBS、2018年没）
- 菅原俊二（ラジオ福島在職中の1988年没）
- 杉浦滋男（元北海道放送 → 名古屋テレビ放送 → テレビ東京、1997年没）
- 杉山真太郎（元TBS → ナレーター、1998年没）
- 鈴井慎一（元テレビ静岡、2002年没）
- 鈴木健二（元NHK → 熊本県立劇場館長 → 青森県文化アドバイザー、2024年没）
- 鈴木修（元IBC岩手放送、2019年没）
- 鈴木直志（元テレビ岩手、2018年没）
- 鈴木文彌（元NHK、2013年没）
- 鈴木正和（元NHK、2015年没）
- 薗田潤（元TBS、1994年没）
- 高田晃（元朝日放送 → テレビ東京、没年不明）
- 高野啓二（元TBS、同局放送業務局視聴者センター在職中の1978年没）
- 高橋邦太郎（元NHK → 翻訳家、1984年没）
- 高橋圭三（元NHK → フリー、参議院議員、2002年没）
- 高橋博（元NHK → ニッポン放送 → フジテレビ → ニッポン放送、1982年没）
- 高森邦夫（元青森放送、2007年没）
- 竹山恭二（元TBS → 映像作家・文筆家、2008年没）
- 竹脇昌作（元NHK → フリー、1959年没）
- 多田護（元TBS → フリー、2017年没）
- 田中徳志郎（元北海道放送、1992年没）
- 田中良一（元中部日本放送、2014年没）
- 玉井孝（元ラジオ神戸 → 朝日放送、2016年没）
- 玉置宏（元文化放送 → フリー、2010年没）
- 塚越孝（元ニッポン放送 → フジテレビ、同局クリエイティブ事業局在職中の2012年没）
- 辻豊人（元朝日放送 → テレビ神奈川 → フリー、2019年没）
- 常木建男（元ニッポン放送、1986年没）
- 鶴田全夫（元NHK → TBS、1992年没）
- 出町彰浩（青森放送在職中の1989年没）
- 土居まさる（元文化放送 → フリー、1999年没）
- 銅谷志朗（元山陽放送 → テレビ朝日 → フリー、2018年没）
- 土門正夫（元NHK → フリー、2017年没）
- 戸谷真人（元文化放送 → フリー、2024年没）
- 鳥居滋夫（元文化放送 → フジテレビ、2007年没）
- 内藤勝人（元NHK、2019年没）
- 内藤幸位（元ラジオ日本、2020年没）
- 永井資久（元TBS、2000年没）
- 中西一清（元RKB毎日放送 → フリー、2018年没）
- 仲地昌京（元極東放送 → 琉球放送、2022年没）
- 中村鋭一（元朝日放送 → 参議院議員 → 衆議院議員、2017年没）
- 中村昭治（元テレビ朝日 → テレビ金沢在職中の2010年没）
- 中村哲夫（元朝日放送、2015年没）
- 中村要輔（元NHK → TBS、1978年没）
- 奈良和（元九州朝日放送 → テレビ朝日、1995年没）
- 奈良陽（元TBS → フリー、2007年没）
- 西沢祥平（元NHK → CICカナダ国際大学副学長、2016年没）
- 西田善夫（元NHK → 横浜国際総合競技場場長、2016年没）
- 西村敏雄（大分放送在職中の2008年没）
- 二谷英明（元ラジオ佐世保 → 俳優、2012年没）
- 野瀬四郎（元NHK、2005年没）
- 野村啓司（元毎日放送 → フリー、2024年没）
- 野村泰治（元NHK → フリー、2002年没）
- 能村庸一（元フジテレビ → 時代劇プロデューサー、2017年没）
- 白馬康治（元北海道放送 → 北海道文化放送、1986年没）
- 橋本文雄（ラジオ日本在職中の1965年没）
- 橋本雅明（元中国放送、同局ラジオセンター部長在職中の1997年没）
- 長谷川邦彦（北海道文化放送在職中の1989年没）
- 秦豊（元NHK → 参議院議員、2003年没）
- 服部逸郎（元NHK → 作詞家・作曲家、1973年没）
- 馬場雅夫（元毎日放送 → テレビ朝日 → 演芸・競輪評論家、1993年没）
- 浜平賢二（元南日本放送、1991年没）
- 林幹雄（元RKB毎日放送、2020年没）
- 林美雄（TBS在職中の2002年没）
- 早田和泰（元山陽放送 → フリー、2024年没）
- 比嘉憲雄（元ニッポン放送 → フリー、2014年没）
- 東出甫（元テレビ朝日、2018年没）
- 日比英一（元中部日本放送、2016年没）
- 平原晋太郎（元TBS、同局事業局事業部専任部長在職中の1993年没）
- 広瀬伸一（元ラジオNIKKEI、2007年没）
- 枇杷阪明（元ニッポン放送 → フリー、2022年没）
- 深澤弘（元東北放送→ニッポン放送 → フリー、議員秘書、2021年没）
- 福井豊治（元中部日本放送、1994年没）
- 福島幸雄（元NHK、2001年没）
- 藤尾隆造（元秋田放送、没年不明）
- 藤倉修一（元NHK、2008年没）
- 藤本永治（元毎日放送、2018年没）
- 細田勝（元文化放送 → 相撲評論家、2021年没）
- 本多当一郎（元日本テレビ → 日本テレビアナウンスカレッジ講師、2018年没）
- 前田治郎（元毎日放送、2014年没）
- 前田正二（元IBC岩手放送、2016年没）
- 牧野宏（元北陸放送、2014年没）
- 升田尚宏（元NHK → TBS、同局他部署在職中の2022年没）
- 松内則三（元NHK、1972年没）
- 松岡誠司（元テレビ高知 → 愛媛朝日テレビ、愛媛朝日テレビディレクター在職中の2010年没）
- 松島茂（文化放送在職中の2020年没）
- 松宮一彦（元TBS → フリー、1999年没）
- 松本暢章（元関西テレビ、1998年没）
- 三上大樹（テレビ朝日在職中の2024年没）
- みのもんた（元文化放送 → フリー、2025年没）
- 宮内鎮雄（元TBS、2022年没）
- 三宅定雄（元毎日放送、2021年没）
- 宮田公爾（元日本海テレビジョン放送、2011年没）
- 宮田輝（元NHK → フリー → 参議院議員、1990年没）
- 宮澤信雄（元NHK → ジャーナリスト・水俣病研究者、2012年没）
- 宮平良紀（元ラジオ沖縄、2022年没）
- 深山計（元中国放送→ニッポン放送 → フリー、2018年没）
- 三好康之（元テレビ朝日、2009年没）
- 向井政生（TBS在職中の2023年没）
- 棟方宏一（元テレビ朝日 → テレビ朝日アスク講師、2019年没）
- 村岡格（元サガテレビ、同局他部署在職中の2015年没）
- 村岡芳行（元中国放送、2013年没）
- 村上正行（元NHK → ニッポン放送、2005年没）
- 室井清司（元中国放送、没年不明）
- 森繁久彌（元NHK → 俳優、2009年没）
- 八木治郎（元NHK → フリー、1983年没）
- 安田一雄（元NHK → TBS、1999年没）
- 柳広武（元TBS、1990年没）
- 山口武雄（元福井放送 → テレビユー山形、テレビユー山形取締役報道制作局長在職中の2009年没）
- 山田修爾（元TBS → 演出家・プロデューサー、クリエィティブ・メディア・エージェンシー（→キャスト・プラス）常務取締役 → 代表取締役社長 → 取締役相談役在職中の2013年没）
- 山田晃睦（元札幌テレビ放送 → 北海道栗沢町長、2006年没）
- 山田康夫（NHK在職中の1990年没）
- 山田祐嗣（元ニッポン放送 → フジテレビ → アナウンス理事、2020年没）
- 山中善和（元中国放送、2014年没）
- 山本琢也（元TVQ九州放送 → エフエム東京 → テレビ熊本在職中の2008年没）
- 山本文郎（元TBS → フリー、2014年没）
- 横田久（元北海道放送、同局企画事業局ゼネラルマネジャー在職中の2007年没）
- 吉岡晋也（元NHK → テレビ朝日、2005年没）
- 吉川久夫（元TBS、2001年没）
- 吉村光夫（元NHK → TBS、2011年没）
- 料治直矢（元TBS、1997年没）
- 脇田義信（広島テレビ在職中の2005年没）
- 和田信賢（元NHK → フリー → 同局嘱託期間中の1952年没）
- 渡辺謙太郎（元TBS → フリー、2006年没）
- 渡辺仁三（元TBS、1987年没）

### 女性
- 麻生アヤ（元テレビせとうち、没年不明）
- 荒井由岐子（山陰放送在職中の2013年没）
- 有賀さつき（元フジテレビ → フリー、2018年没）
- 池田裕子（元NHK → 女優・絵本作家「絵門ゆう子」、2006年没）
- 磯野恭子（元山口放送、2017年没）
- 稲蔭千代子（元NHK → 中部日本放送、1980年没）
- 岩崎真純（元フジテレビ → フリー、2009年没）
- 大杉君枝（日本テレビ在職中の2007年没）
- 岡崎トミ子（元ラジオ福島 → 東北放送 → 衆議院議員 → 参議院議員、第82代国家公安委員会委員長、2017年没）
- 荻原弘子（元日本テレビ、同局プロデューサー在職中の2009年没）
- 小口絵理子（元ニッポン放送 → フリー、2013年没）
- 加藤珪子（元TBS、1984年没）
- 川田亜子（元TBS → フリー、2008年没）
- 北島綾子（長野放送在職中の2009年没）
- 後藤美代子（元NHK → フリー、2017年没）
- 小山乃里子（元ラジオ関西、元神戸市会議員、2024年没）
- 近藤富枝（元NHK → 作家、2016年没）
- 酒井香織（元テレビせとうち、没年不明）
- 櫻井美紀（元毎日放送 → 語り手、2010年没）
- 雫石多都子（福島中央テレビ在職中の2014年没）
- 清水恵子（元TBS、1993年没）
- 高井真理子（元NHK、2011年没）
- 高井美紀（毎日放送在職中の2023年没）
- 谷川明美（東海ラジオ在職中の2007年没）
- 玉城美智子（元琉球放送、2006年没）
- 長曽我部桂子（元熊本放送、没年不明）
- 戸田信子（元IBC岩手放送、2018年没）
- 中島道（元TBS →  フリー → ノンフィクション作家「中島みち」、2015年没）
- 長山浩子（元鹿児島放送、2014年没）
- 成田敦子（元文化放送、1975年没）
- 沼川浩子（熊本県民テレビ在職中の1988年没）
- 野際陽子（元NHK → フリー → 女優、2017年没）
- 林紀子（元ラジオ関東 → 参議院議員、2022年没）
- 平木良子（元西日本放送、2004年没）
- 平山早苗（元エフエム秋田 → エフエム青森在職中の2016年没）
- 廣瀬真弓（ラジオ福島在職中の1994年没）
- 丸木陽子（エフエム東京在職中の1985年没）
- 翠川秋子（元NHK、1935年没）
- 宮崎総子（元フジテレビ → フリー、2015年没）
- 武藤和子（元TBS → フリー、2010年没）
- 武藤満貴子（元中国放送 → リポーター「武藤まき子」、2016年没）
- 村上節子（元日本テレビ → 随筆家「田原節子」、2004年没）
- 米森麻美（元日本テレビ → フリー、2001年没）
- 頼近美津子（元NHK → フジテレビ → フリー、鹿内春雄フジテレビ副社長夫人「鹿内美津子」、2009年没）
- 山本真純（日本テレビ在職中の2010年没）
- 吉田治美（朝日放送 → 山口放送 → タレント、2003年没）